# Ednita Nazario
Ednita Nazario (Ponce, 11 aprile 1955) è una cantante e musicista portoricana.

## Biografia
Ha debuttato a soli 11 anni con Mi Amor Lollipop, versione in lingua spagnola del brano My Boy Lollipop, pubblicata nel 1966. Da adolescente ha preso parte a diverse trasmissioni televisive in Porto Rico tra cui un programma tutto suo chiamato El Show de Ednita (Telemundo). In questi anni è guidata dal produttore Paquito Cordero. Nel 1973, all'età di 18 anni, ha pubblicato il suo primo album discografico, dal titolo Al Fin...Ednita.
Partecipa al Festival OTI nel 1970 come autrice della canzone vincitrice e come interprete di un altro brano. Si sposa con il cantautore argentino Laureano Brizuela. Negli anni '70 e '80 pubblica diversi album per numerose etichette.
Nel 1989 pubblica l'album Fuerza de Gravedad, che comprende un duetto con Russell Hitchcock. 
Nel 1991 firma un contratto con la EMI Latin. Pubblica quindi Lo que son las cosas, che contiene la versione spagnola del brano Ti sposerò perché di Eros Ramazzotti.
Dopo la separazione dal marito pubblica Metamorfosis (1992). Nel 1994 è la volta di Pasiones, uno dei suo album più acclamati, seguito da Espiritu libre (1996). Nel 1998 partecipa al musical The Capeman, scritto da Paul Simon e al quale partecipano anche Rubén Blades e Marc Anthony.
Nel 1999 ritorna alla musica con Corazòn. Nel 2001, dopo la firma su un contratto con la Sony, pubblica Sin Lìmite.

## Discografia
Album studio
- 1973: Al Fin...Ednita
- 1976: Me Está Gustando
- 1976: Nueva Navidad
- 1977: Vete Vete...
- 1978: Mujer Sola
- 1979: Retrato De Mujer
- 1982: Ednita
- 1983: Al Rojo Vivo
- 1986: Tú Sin Mí
- 1989: Fuerza De Gravedad
- 1991: Lo Que Son Las Cosas
- 1992: Metamorfosis
- 1994: Live
- 1994: Pasiones
- 1996: Espíritu Libre
- 1999: Corazón
- 2001: Sin Límite
- 2002: Acústico
- 2002: Acústico Vol. II
- 2003: Por Tí
- 2005: Apasionada
- 2005: Apasionada Live
- 2007: Real
- 2008: Real... En Vivo
- 2009: Soy
- 2012: Desnuda
- 2013: El Corazón Decide
- 2017: Una Vida

Raccolte
- 1990: Súper éxitos originales
- 1991: Súper éxitos
- 1993: Dos reinas del Caribe: Ángela Carrasco y Ednita Nazario
- 1995: Éxitos del recuerdo
- 1995: Éxitos y recuerdos
- 1997: Por siempre Ednita
- 1998: Ednita Nazario
- 1999: Mis mejores momentos
- 2000: Mas Grande Que Grande: 16 Exitos
- 2001: Sólo Lo Mejor: 20 Exitos
- 2001: Perfiles
- 2002: Edicion Limitada
- 2003: 30 Exitos Insuperables
- 2005: Ednita y Sus Exitos
- 2006: 30 Del Recuerdo
- 2007: Serie 3x4
- 2007: Coleccion Suprema
- 2008: Los Romanticos
- 2008: Celebridades (CD + DVD)
- 2008: 12 Boleros Coleccion de Oro
- 2008: Navidad, Lo Mejor de Ednita Nazario
- 2008: Tradiciones Navideñas
- 2010: La Diva
- 2011: Encuentro de Divas